# マリア・アンナ・フォン・ザクセン＝アルテンブルク
マリア・アンナ・フォン・ザクセン＝アルテンブルク（Maria Anna von Sachsen-Altenburg, 1864年3月14日 - 1918年5月3日）は、ドイツのザクセン＝アルテンブルク家の公女で、シャウムブルク＝リッペ侯ゲオルクの妻。

## 生涯
ザクセン＝アルテンブルク公子モーリッツとその妻でザクセン＝マイニンゲン公ベルンハルト2世の娘であるアウグステの間の第1子、長女として生まれた。1882年4月16日にアルテンブルクにおいて、シャウムブルク＝リッペ侯家の世継ぎ公子だったゲオルクと結婚する。夫妻はシュタットハーゲンに新しく築かれた城館で暮らし、ゲオルクは1893年に侯位を継いだ。マリア・アンナは教会や学校を援助し、シュタットハーゲンのマリア・アンナ財団（Marie Anna Stift）を創設した。
マリア・アンナは死んだ夫の棺を訪れた際、棺の中で発生していた細菌が原因で敗血症を起こし、亡くなった。そしてビュッケブルク霊廟（Mausoleum Bückeburg）に葬られた。

## 子女
- アドルフ・ベルンハルト・モーリッツ・エルンスト・ヴァルデマール（1883年 - 1936年） - シャウムブルク＝リッペ侯
- モーリッツ・ゲオルク（1884年 - 1920年）
- ペーター（1886年）
- エルンスト・ヴォルラート（1887年 - 1962年） - シャウムブルク＝リッペ侯家家長
- シュテファン・アレクサンダー・ヴィクトル（1891年 - 1965年）
- ハインリヒ・コンスタンティン・フリードリヒ・エルンスト（1894年 - 1952年）
- マルガレーテ（1896年 - 1897年）
- フリードリヒ・クリスティアン・ヴィルヘルム・アレクサンダー（1906年 - 1983年）
- エリーザベト・ヘルミーネ・アウグステ・ヴィクトリア（1908年 - 1933年） - 1928年にベンヴェヌート・ハウプトマン（ゲアハルト・ハウプトマンの息子）と結婚（同年離婚）、1930年にへーリンク・フォン・フランケンスドルフ男爵ヨハンと再婚